# 晚报 (慕尼黑)
晚报（德語：Abendzeitung，直译：晚报，简写作AZ），是德国慕尼黑一家自由主义晚報。在纽伦堡有本地化版本出版。该报纸每周出版六次，每周六出版的报纸会使用亮蓝色的报头。 《晚报》在慕尼黑的竞争对手是Tz报和全国发行的图片报。